# Перегрина
„Перегрина“ (на испански: Peregrina) е мексиканска теленовела от 2005 г., режисирана от Мигел Корсега и Виктор Родригес, и продуцирана от Натали Лартио Нику за Телевиса. Адаптация е на венецуелската теленовела Peregrina от 1973 г., създадена от Делия Фиайо.
В главните роли са Африка Савала и Едуардо Капетийо, а в отрицателните - първата актриса Жаклин Андере, Синтия Клитбо и Наташа Дупейрон. Специално участие взема първата актриса Елена Рохо.

## Сюжет
Младата циганка Перегрина и нейната баба Сабина живеят и работят в пътуващ цирк, първата като танцьорка, а втората като гадателка. Заедно с цирка, идват в крайбрежен град, където живее милионерът Елисео Алкосер, който се е оженил повторно за Виктория, студена и алчна жена, която има две деца от предишния си брак – Анибал и Родолфо, които са близнаци. Първият е егоистичен и амбициозен, като майка си, и който е предпочитан от нея, а вторият е кротък и смирен, и се третира с безразличието на майка си.
Родолфо отива в цирка и там се запознава с Перегрина, двамата се влюбват един в друг, без да подозират, че тъмна тайна от миналото ще се изпречи на пътя им. Всъщност, Перегрина е внучка на дон Елисео, защото е дете на неговата дъщеря, Марисела, която я ражда преди да умре, по това време, в града е едн цирк, гадателката, Сабина, ражда мъртво дете. Виктория, ламтяща за богатството на Алкосер, разменя бебетата. Мелкиадес връчва на Сабина, която току-що е загубила дъщеря си, това момиче, на което дават името Перегрина.
Необяснимо защо, Родолфо заминава, а Перегрина отива в дома на Елисео за да търси своя любим, там, тя среща Анхелика, сестрата на Марисела, която веднага се сближава с нея, заради огромната прилика между двете. Перегрина не открива Родолфо и се връща в цирка, но по пътя претърпява инцидент. Дон Елисео веднага ѝ оказва помощ, защото в лицето на младото момиче, той вижда своята дъщеря.
Но Виктория, вече знае истинската самоличност на Перегрина. Тя разкрива тайната на Анибал, като измисля план – той да се представи за своя близнак и да предложи брак на Перегрина, като планът е подпомогнат и от Абигайл, любовницата на Анибал. Младото момиче, вярвайки че мъжът пред нея е Родолфо, се вълнува и приема предложението за брак, но медения месец се оказва ад за нея. Тогава тя разбира, че всъщност това е Анибал, и как са я използвали за своите цели.
Дори и на медения месец, ревнивата Абигайл, водейки разгорещен спор с Анибал го убива. Перегрина става единствената заподозряна в убийството. Тогава, Родолфо, който не е успял да забрави Перегрина, се завръща и разбира за смъртта на брат си, и че заподозряна е Перегрина. За да отмъсти за брат си, Родолфо се представя за Анибал.

## Актьори
Част от актьорския състав:
- Африка Савала – Перегрина Уерта
- Едуардо Капетийо – Родолфо Алкосер Кастийо / Анибал Алкосер Кастийо
- Жаклин Андере – Виктория Кастийо де Алкосер
- Елена Рохо – Сабина Уерта
- Синтия Клитбо – Абигайл Осорио
- Наташа Дупейрон – Ева Контрерас Осорио
- Виктор Нориега – Еухенио
- Игнасио Лопес Тарсо – Балтасар
- Карлос Камара – Дон Елисео Алкасер
- Тони Браво – Алонсо
- Карлос Камара мл. – Хоакин
- Хосе Карлос Руис – Кастийо
- Гилермо Гарсия Канту – Карион
- Беатрис Агире – Хуеса Наваро
- Салвадор Санчес – Мелкиадес
- Мигел Корсега – Фелипе

## Премиера
Премиерата на Перегрина е на 14 ноември 2005 г. по Canal de las Estrellas. Последният 100. епизод е излъчен на 31 март 2006 г.

## Награди и номенации
Награди TVyNovelas (2006)
| Категория                            | Номиниран(а)  | Резултат   |
| ------------------------------------ | ------------- | ---------- |
| Най-добра актриса в отрицателна роля | Синтия Клитбо | Номинирана |
| Най-добра първа актриса              | Елена Рохо    | Номинирана |

## Адаптации
- Перегрина е адаптация на венецуелската теленовела със същото име от 1973 г., продуцирана от Хосе Енрике Крусият. С участието на Ребека Гонсалес и Хосе Бардина.